# دختر جام
دختر جام دوّمین دفتر شعر نادر نادرپور است که در سال ۱۳۳۴ منتشر شد. این مجموعه دربرگیرنده ۱۷ قطعه شعر است.